# Playa de El Puntal (Asturias)
La playa de El Puntal está localizada en la parroquia de San Martín del Mar, a 7 km de Villaviciosa en el Principado de Asturias, España. Se trata de un pequeño arenal en la margen izquierda de la ría de Villaviciosa situada dentro de un Espacio Natural y una ZEPA, y catalogado como LIC, formando parte de la conocida como Costa verde o Costa Oriental de Asturias. En sus inmediaciones se puede disfrutar del paisaje de la ría a través de un paseo recientemente creado. 
Tiene una longitud de 150 m, accesos rodados y está situada en un entorno residencial.